# Álcool nicotinílico
Álcool Nicotinílico é um fármaco derivado da niacina utilizado como um agente hipolipidémico.